# Audenarde
Audenarde, en néerlandais Oudenaarde, est une commune néerlandophone de Belgique, située dans la province de Flandre-Orientale.
Appelée « la perle des Ardennes flamandes », la ville d'Audenarde est particulièrement connue pour ses tapisseries, des « verdures » Cette activité joua un grand rôle dans l’histoire de la ville.
En 2004, Audenarde a reçu  le prix de l'Europe, décerné par le conseil de l'Europe.

## Géographie

### Situation
La ville est située sur les rives de l’Escaut, à 20 km au sud-ouest de Gand, 30 km au nord-est de Lille et 40 km à l'ouest de Bruxelles.
|                  | Kruisem   |          |
| Wortegem-Petegem | Audernade | Zwalm    |
| Kluisbergen      | Markedal  | Horebeke |

### Relief et hydrographie
Audenarde se trouve dans la plaine flamande, de faible altitude et dépourvue de hauteurs marquées.
En dehors de l'Escaut, le territoire de la commune est arrosé par de nombreux ruisseaux ou canaux caractéristiques des pays de polders.
Un vaste plan d'eau (un carré de 500 m sur 500 m environ), le Donk, se trouve au centre d'un parc (Recratiedomein Donk Oudenaarde), situé à l'ouest du centre-ville.

### Urbanisme
La population se concentre dans la ville d'Audenarde, qui s'étend plus sur la rive gauche (nord) de l'Escaut que sur la rive droite (sud).
Sur la rive droite, vers le nord, se trouve le faubourg d'Ename (Eenaeme).

### Sections de la commune
| #  | Section    | Superf. (km²) | Habitants (2020) | Habitants par km² | Code INS |
| -- | ---------- | ------------- | ---------------- | ----------------- | -------- |
| 1  | Audenarde  | 2,58          | 6.450            | 2.497             | 45035A0  |
| 2  | Nederename | 2,91          | 2.600            | 894               | 45035A1  |
| 3  | Ename      | 2,21          | 3.127            | 1.413             | 45035A2  |
| 4  | Volkegem   | 2,76          | 1.260            | 457               | 45035A3  |
| 5  | Edelare    | 1,88          | 1.200            | 640               | 45035A4  |
| 6  | Leupegem   | 2,84          | 2.003            | 706               | 45035A5  |
| 7  | Bevere     | 6,31          | 3.769            | 597               | 45035A6  |
| 8  | Eine       | 8,96          | 5.139            | 574               | 45035A7  |
| 9  | Heurne     | 3,84          | 850              | 221               | 45035B   |
| 10 | Welden     | 6,27          | 1.262            | 201               | 45035C   |
| 11 | Mater      | 13,54         | 2.228            | 165               | 45035D   |
| 12 | Melden     | 9,53          | 957              | 100               | 45035E   |
| 13 | Mullem     | 3,24          | 686              | 212               | 45035F   |

### Voies de communication
La commune est traversée par la route N60, qui relie Gand à Péruwelz, par la N46 d'Audenarde à Alost (entre Gand et Bruxelles), et par la N8 qui relie Bruxelles à Courtrai.
L'autoroute A14-E46 de Courtrai à Gand passe à 10 km au nord d'Audenarde.

## Histoire

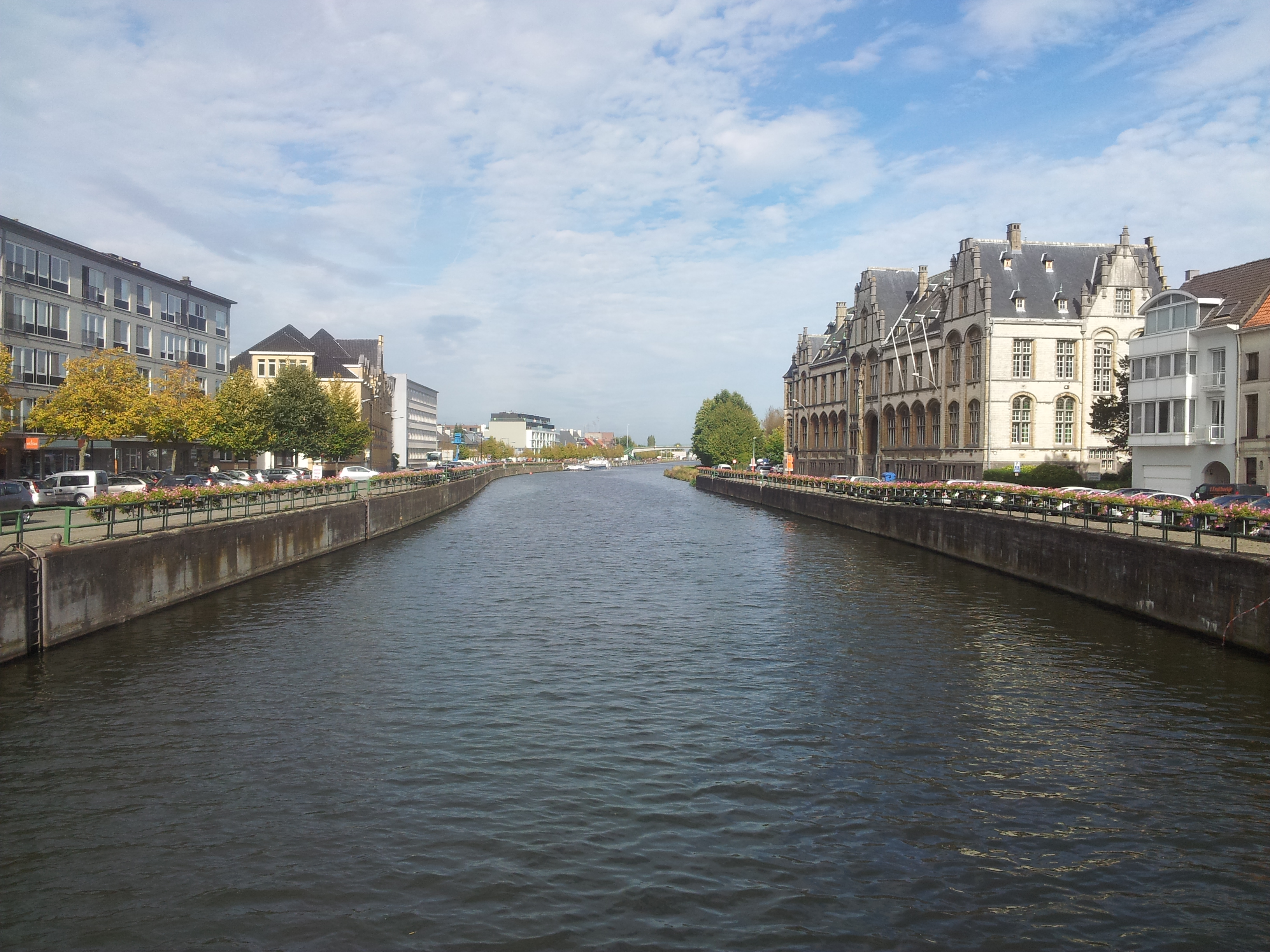
Le fleuve l'Escaut

### Moyen Âge
Dans les années 1920, on a mis au jour à Ename les vestiges de fortifications construites sur la rive droite de l’Escaut par l’empereur Otton Ier. De même qu’à Anvers, elles constituaient un rempart face au royaume de France, l'Escaut ayant été définie en 843 (traité de Verdun) comme frontière entre la Francie occidentale et la Lotharingie.
Le comté de Flandre, situé au départ à l'ouest de l'Escaut, relève donc du royaume de France (jusqu'au traité de Madrid de 1525). Ename est rasée en 1054 et son territoire annexée par le comte de Flandre, permettant à Audenarde de se développer sans concurrent proche.
En 1030 le comte Baudouin IV de Flandre, proclame la trêve de Dieu à Audenarde et fait forger une clef[pas clair].
À l’emplacement d’Ename, sous le règne de Baudouin V, est construit un monastère, l'abbaye d'Eename, jouxtant le portus d'Audenarde.
Les fortifications de la ville sont démantelées après la défaite du comte de Flandre à la bataille de Bouvines en 1214, face à Philippe Auguste.
La ville est prise par les Gantois en 1383.

### L'activité économique à la fin du Moyen Âge
La ville développe l'industrie drapière avec les fameuses tapisseries d'Audenarde.

### Des Pays-Bas bourguignons aux Pays-Bas espagnols (1482-1582)
À la fin du Moyen Âge, le comté de Flandre fait partie des Pays-Bas bourguignons, qui après la mort de Marie de Bourgogne, fille de Charles le Téméraire et épouse de Maximilien d'Autriche, passent à la maison de Habsbourg : Philippe le Beau, puis Charles Quint, qui est par ailleurs roi de Castille et d'Aragon (1516) et empereur à partir de 1520.
Audenarde est en 1522 le lieu de naissance d'une fille naturelle de Charles Quint, Marguerite, qu'il a de Johanna van der Gheynst, fille d'un tapissier. Élevée comme princesse légitime à Bruxelles, Marguerite devient duchesse de Parme (1545) et est nommé régente des Pays-Bas par son demi-frère Philippe en 1559 (jusqu'à 1567).
En 1582, au cours de l'insurrection des Pays-Bas (1568-1648) contre le roi d'Espagne, Audenarde est reconquise par Alexandre Farnèse, gouverneur général depuis 1578, qui va aussi reprendre Anvers en 1585. Audenarde devient une ville des Pays-Bas espagnols, tandis que les provinces du nord forment la république des Sept Provinces-Unies des Pays-Bas.
Audenarde est alors le siège d'une châtellenie. En 1661, le châtelain d'Audenarde et de Petegem,  est Jérôme du Chastel, fait comte de Blangerval en raison des services rendus par sa famille à la maison d'Autriche.

### Période de l'occupation française (1667-1708)
La France, qui lutte contre les Habsbourg depuis l'époque de Maximilien d'Autriche, s'empare d'Audenarde en 1658 grâce à Vauban, puis de nouveau en 1667.
La ville est occupée par l'armée française de 1667 à 1708. Elle est défendue avec succès par Vauban en 1674. La fontaine devant l’Hôtel de ville, construite en l'honneur de Louis XIV, est un vestige de cette occupation.
Au cours de la guerre de Succession d'Espagne, le 11 juillet 1708, les troupes françaises du duc de Vendôme y sont vaincues par les armées (autrichiennes et anglaises) du prince Eugène, du maréchal Henri de Nassau et du duc de Marlborough.

### Période des Pays-Bas autrichiens (1714-1794)
En 1714, les Pays-Bas espagnols passent aux Habsbourg d'Autriche (« Pays-Bas autrichiens »).
La 16 juillet 1745, au cours de la guerre de Succession d'Autriche, Audenarde est encerclée par 22 bataillons et trois escadrons sous les ordres du comte de Lowendal. Le lendemain, l'artillerie entre en action ; la tranchée est ouverte dans la nuit du 18 au 19 juillet et sept nouvelles batteries (30 canons) sont mises en position. Malgré la résistance acharnée des défenseurs, les Français parvinrent au cours des deux nuits suivantes à atteindre la seconde enceinte et à attaquer les bastions avancés. Au soir du 22 juillet, le général von Makuo, commandant de la place, capitulait. Les assiégeants s'emparèrent de 24 canons et de réserves considérables ; la garnison, forte de 1 070 hommes, fut capturée.
Audenarde est bombardée depuis les hauteurs de l’Edelareberg[Quand ?]. Le peuple était convaincu qu’on pouvait fuir depuis la place du Grand Marché par le fort Edelare, qui se ramifie en boyaux sous l’Edelareberg, avec plusieurs sorties autour du parc Liedts ; c’était certainement faux, et les nombreux boyaux situés aussi bien sous le parc municipal que sous l’Edelareberg, qu’on avait creusées comme des muches en temps de guerre, ne sont plus habitées aujourd’hui que par des nids de chauves-souris.[pas clair]
En 1794, après les victoires de Wattignies et de Fleurus, les armées de la République française occupent les Pays-Bas autrichiens, qui sont annexés en 1795 et transformés en départements français (jusqu'à la chute de Napoléon en 1814).

## Héraldique
|  | La ville possède des armoiries qui lui ont été octroyées le 28 septembre 1819, confirmées le 29 mai 1838 et octroyées à nouveau le 6 octobre 1992 avec un nouveau modèle de couronne et des ongles rouges pour le lion. Les armoires d'Audenarde apparaissent pour la première fois sur le sceau de la ville datant de 1339. Ces armoiries sont une combinaison des armoiries les plus anciennes de la famille Looz et du lion de Flandre. Gérard, seigneur d'Audenarde au début du XIVe siècle, est issu de la famille Looz. La ville était l'une des principales villes de Flandre et avait reçu le droit de cité en 1190. D'où l'utilisation du lion de Flandre dans les armoiries. Les couleurs sont connues à partir de 1500 environ, avec le lion complètement noir. Au cours des siècles, les armoiries ont été barrées de rouge et d'or, ou d'or et de rouge, et le lion a été entièrement noir, ou armé de rouge ou d'argent. En 1819, elles ont été octroyées sur la base de la plus ancienne image colorée, mais avec une langue rouge. En 1992, le lion a également obtenu des ongles rouges. La conception de base des armoiries n'a jamais changé au cours des siècles mais elles ont été montrées avec une variété de couronnes et de supports. Sur les vieux sceaux, les armoiries sont suspendues à un arbre ou sont accompagnées de deux dragons. Les sauvages actuels sont apparus à la fin du XVIIIe siècle, à la même époque, mais pas sur le même sceau, que les verres au-dessus de l'écu. La signification des lunettes au-dessus des bras n’est pas connue. On a supposé qu’elles avaient été accordées par l’empereur Charles Quint au début du XVIe siècle. Une autre explication est que les lunettes étaient à l’origine une lettre A sur le sceau d’Audenarde. Les deux théories n'ont pas été prouvées et l'origine, ou le sens, restent donc inconnus. La couronne actuelle, une couronne murale, a été ajoutée en 1992 pour indiquer que la ville était dotée de fortifications. Cette couronne ne figure toutefois jamais sur des sceaux ou des images historiques. Blasonnement : Fascé de gueules et d'or au lion de sable armé et lampassé de gueules. L'écu timbré d'une couronne murale à cinq tours d'or, sommée de lunettes du même. Tenants: deux hommes sauvages de chair, habillés et couronnés de feuilles de sinoples et s'appuyant sur une massue au naturel. Le tout soutenu d'une terrasse de sinople. Source du blasonnement : Heraldy of the World. |

## Démographie

### Évolution démographique: Avant la fusion des communes
- Sources : INS, Rem. : 1831 jusqu'en 1961 = recensements[9].

### Évolution démographique: Commune fusionnée
Graphe de l'évolution de la population de la commune. Les données ci-après intègrent les anciennes communes dans les données avant les fusions de 1965, 1971 et 1977.
- Source : DGS - Remarque: 1831 jusqu'à 1981=recensement; depuis 1990=nombre d'habitants chaque 1er janvier[10]

## Politique et administration

### Liste des bourgmestres
- Edouard Liefmans-Bonné (libéral),
- Henri Liefmans (libéral) (1844-1850),
- Victor Liefmans (libéral), Paul Raepsaet (1890-),
- Robert Doutreligne (parti catholique) (1918-1921),
- Léon Thienpont,
- Lieven Santens (nl) (CVP) (-2000),
- Marnic De Meulemeester (VLD) (2001-2024),
- John Adam

### Compétences judiciaires
Sur le plan judiciaire et carcéral, Audenarde forme une entité autonome ; la ville possède un tribunal et une prison, et le parquet d’Audenarde est une des juridictions officielles[pas clair].

## Jumelages
La ville d'Audenarde est jumelée avec :
- Arras (France) depuis le 7 septembre 1990 ;
- Berg-op-Zoom (Pays-Bas) depuis le 30 août 1986 ;
- Buzău (Roumanie) ;
- Castel Madama (Italie) depuis le 3 mai 1986 ;
- Cobourg (Allemagne) depuis le 5 mai 1972 ;
- Hastings (Royaume-Uni) depuis le 13 avril 1991.

## Patrimoine

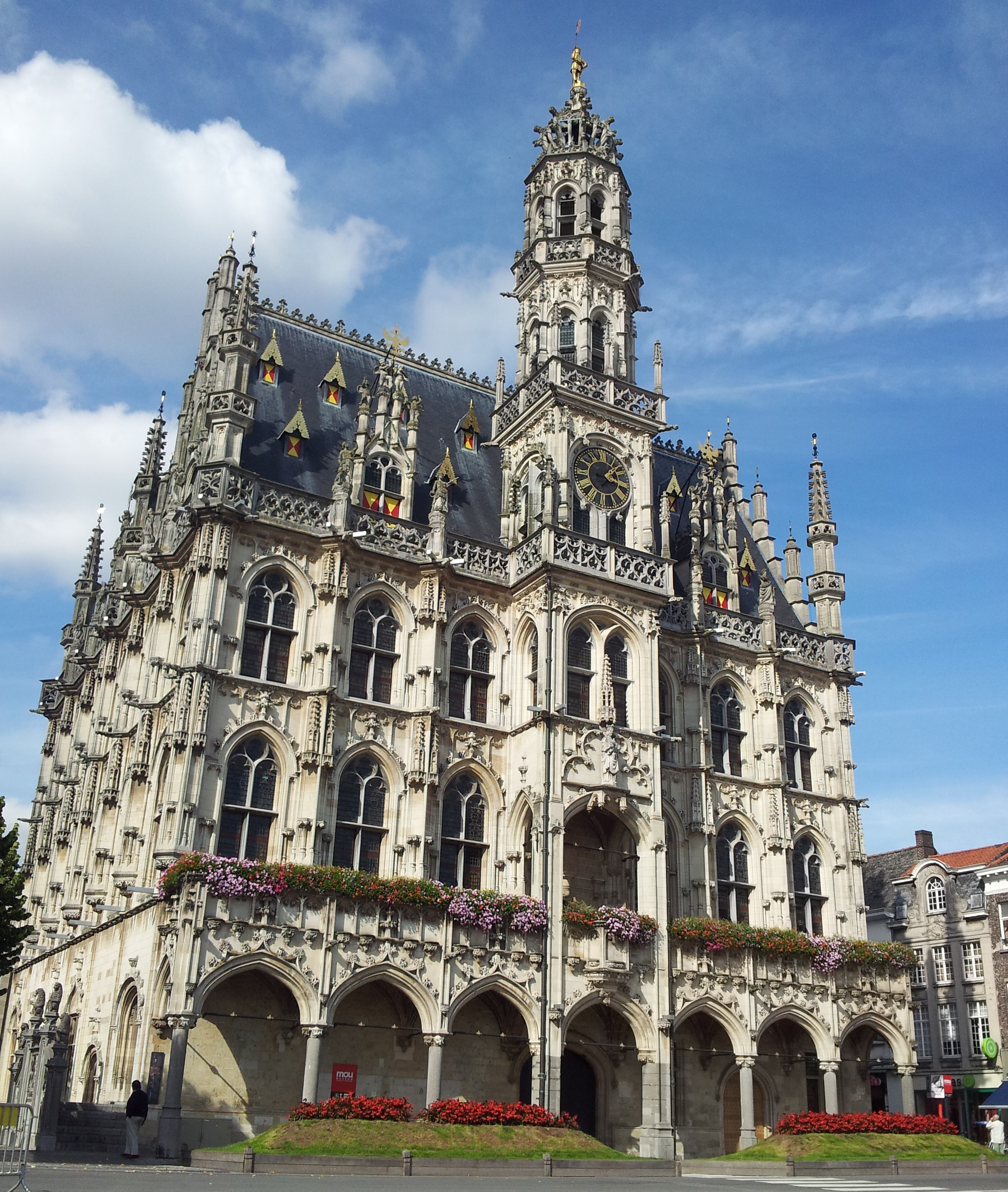
L’hôtel de ville de style gothique brabançon (1525-1536).

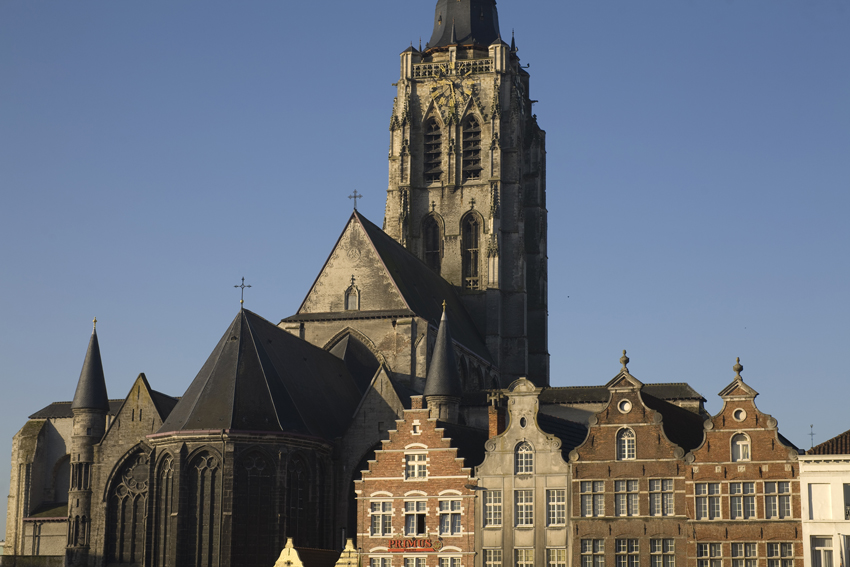
La collégiale Sainte-Walburge surgissant derrière les pignons flamands de la Grande place.

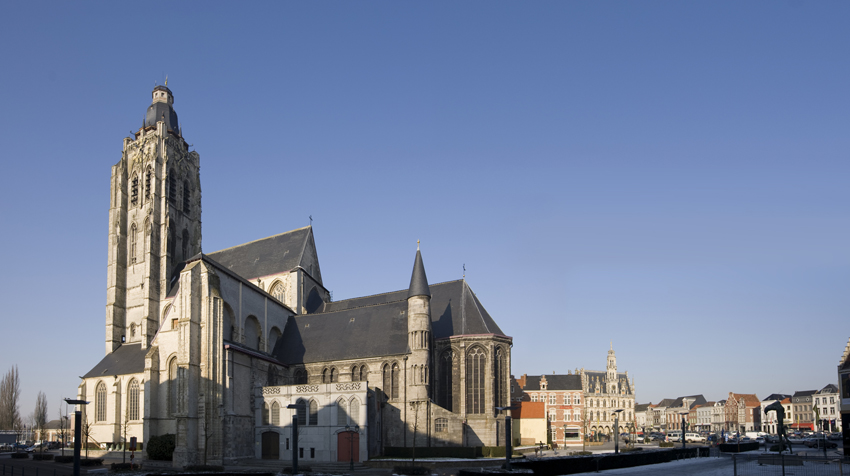
La collégiale Sainte-Walburge, de style gothique scaldien (chœur) et brabançon (nef et tour).

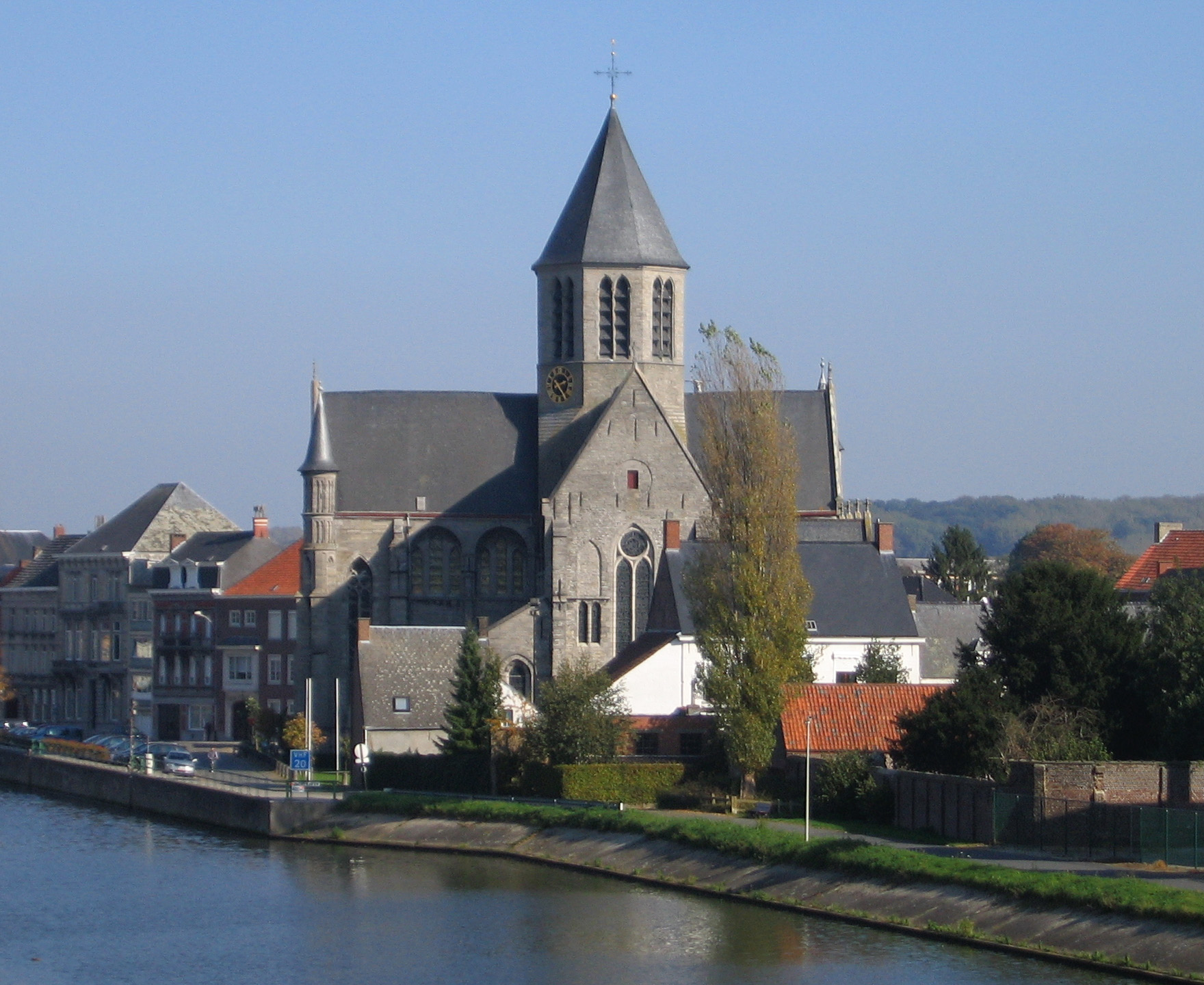
L’église Notre-Dame de Pamele, très représentative du gothique scaldien.

La ville, édifiée autour de l’Escaut, est réunie par quatre ponts, dont un pont-levis près du centre-ville, une passerelle pour piétons et cyclistes, et le pont de l’Ohio, construit aux frais de l’État de l’Ohio en remplacement d’un ancien pont détruit au cours de la Première Guerre mondiale. De chaque côté de ce pont se trouve la statue d’un bison. Parmi les autres souvenirs de guerres se trouve un mémorial des soldats d’infanterie américains qui franchirent l’Escaut à hauteur d’Audenarde au cours de la Première Guerre mondiale, ainsi que le monument de Tacámbaro sur la place de même nom, qui commémore la dizaine d’Audenardais qui, pendant la guerre d’indépendance du Mexique, forcèrent un barrage pour aider une infirme à rejoindre Mexico.
Récemment, une fontaine du temps de Napoléon a été à nouveau déplacée, après presque trente ans, sur la place Gentiel Antheunis, près du centre culturel.
Les plus grosses attractions d’Audenarde sont l’hôtel de ville et la collégiale Sainte-Walburge, qui sont tous les deux sur la place du marché. Tout près du grand marché s'est tenu de tout temps un petit marché, derrière la Maison de Parme (l’hôtel de Marguerite de Parme resté intact), et le passage béant entre les deux places apparut longtemps comme une aberration aux yeux des habitants. Par dérision ils l’appellent la trouée des marchés, bien qu’elle ait été depuis rétrécie par la construction du musée du cyclisme.
En face de la collégiale Sainte-Walburge se trouve également la bibliothèque municipale, appelée par les habitants la halle aux viandes parce que les bouchers s’y rassemblaient naguère. C’est un bâtiment de style classique qui date du XVIIIe siècle.
Le plus vieux bâtiment d’Audenarde est la halle aux vins qui date du IXe siècle ; il est attenant à l’Hôtel de Parme. Il y a également le château Liedts, l'abbaye de Maagdendale, l'hôpital Notre-Dame près de la collégiale Sainte-Walburge, cité en 1202, construit entre le XVIe et le XVIIIe siècle, l'église Notre-Dame de Pamele et l’ancienne gare d’Audenarde, qui se trouve en fait sur la commune de Bevere, et qui date de la Belle Époque.
Un plan-relief de la ville d'Audenarde et environs a été établi en 1747 sous la direction de l'ingénieur Nicolas de Nézot. Ce plan-relief est conservé et exposé au sous-sol du Musée des Beaux-Arts de la ville de Lille. Il est composé de 12 tables en bois pour un total de 5,4 × 4,1 m à une échelle de 1/600°.

### Le béguinage

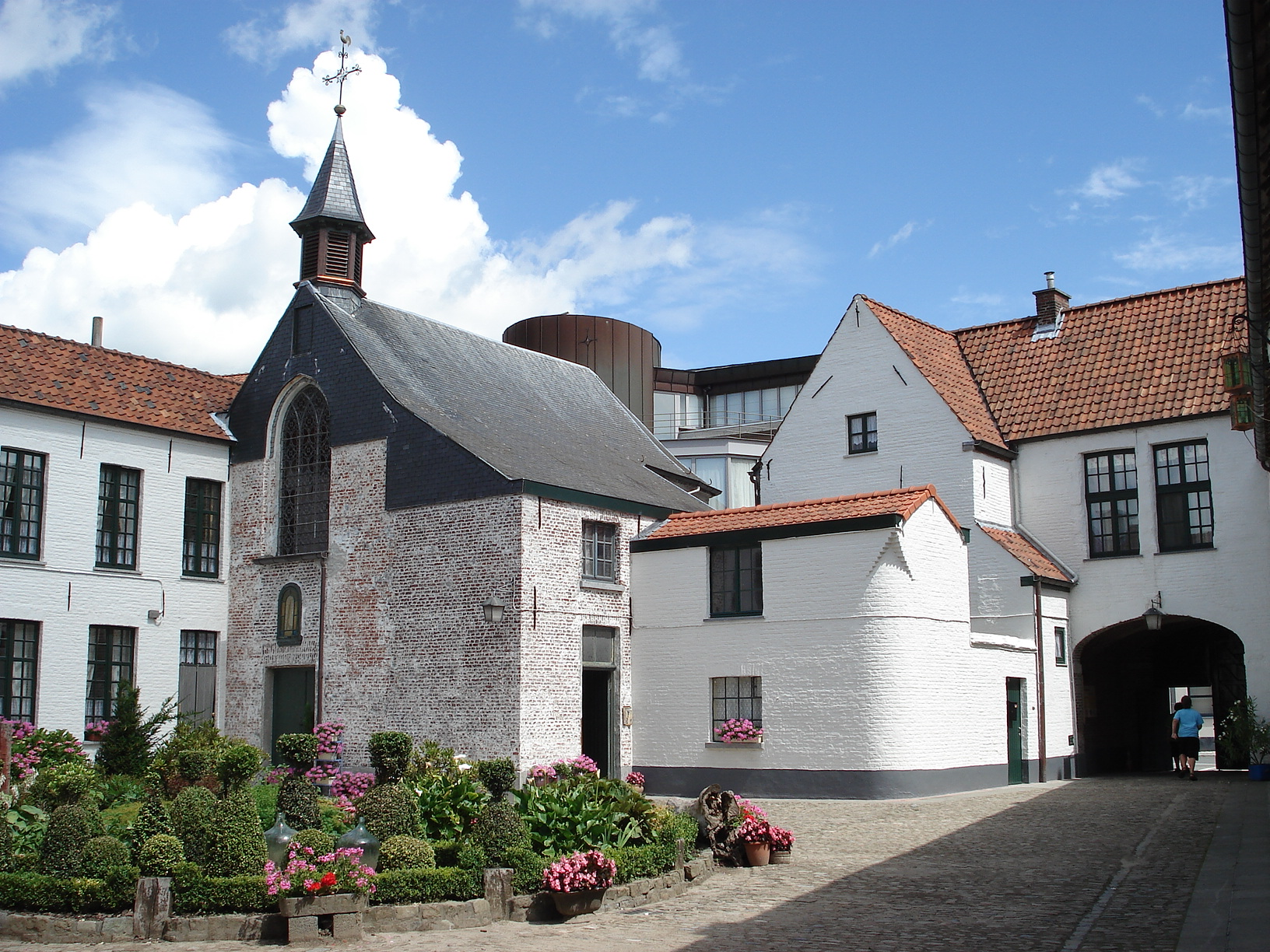
Béguinage d'Audenarde.

À l'origine, les béguines d’Audenarde s'étaient établies à l'arrière de la collégiale Sainte-Walburge. Le béguinage actuel a accueilli ses premières occupantes en 1449.
Le porche d'accès est surmonté d'une statue de saint Roch, patron des pestiférés.
Quelques petites maisons blanchies à la chaux du XVIIe, ont été conservées, mais la plupart ont été reconstruites au XIXe siècle.
Les béguines n'étaient pas des religieuses et ne prononçaient pas de vœux définitifs, mais elles devaient être célibataires et faire vœu de chasteté. Elles pouvaient cependant disposer d'un patrimoine personnel.

### Principaux bâtiments
- L’hôtel de ville héberge le MOU, musée d’Audenarde et des Ardennes flamandes[12], qui présente des tapisseries et une collection d’œuvres audenardaises et européennes appartenant à la ville. Au XVe siècle, la tapisserie de haute lisse vint remplacer à Audenarde l’industrie du drap en déclin. La ville devait en devenir, au XVIe siècle et au XVIIe siècle, un centre important. Elle était spécialisée dans l’exécution de « verdures », pièces dans lesquelles la végétation représentait l’élément essentiel de la composition.
- L’ancienne gare sert de hall d’exposition pour les jeunes artistes ou le folklore.
- Les archives municipales se trouvent dans l’ancienne abbaye de Maagdendale.

### Musées
- Musée consacré au Tour des Flandres et au cyclisme en général.
- Musée provincial d’Eenaeme, près de l’église Saint-Laurent.

## Événements marquants et spécialités

### Fêtes, foires et festivals
- La fête de la bière Adriaan Brouwer (dernier weekend de juin)
- Les Fêtes du Parc, un festival annuel de musique pop qui a lieu chaque été (depuis 1996 - la dernière édition date de 2016[13])
- La foire agricole (le dernier jeudi de février)
- Tous les dix ans se tient un grand festival d’horticulture au cours duquel le marché, qui compte parmi les plus grands de Flandre, est totalement recouvert de fleurs. La dernière session s’est tenue en 2010.

### Gastronomie
Audenarde est réputée pour sa bière et pour le Tour des Flandres.
Les bières brassées localement sont l'Ename bier, la Felix, la Liefmans et la Roman. Bien que les brasseries aient été rachetées par des groupes industriels, on continue à brasser la bière à Audenarde.

### Sports
Depuis 2011, le Tour des Flandres arrive à Audenarde ; les spectateurs peuvent y assister sur les monts (Koppenberg, Eikenberg, Edelareberg...) qui jalonnent le parcours.
L’hiver on installe souvent une piste de patinage sur la place du petit marché.
Le club de football a été promu le 3 juin 2012 en Division 2 grâce à sa victoire aux tirs au but à La Louvière-Centre (5-4) au tour final de D3.

## Dialecte
Le parler d’Audenarde est un flamand du Sud-Ouest typique, mâtiné de nombreux mots français et de quelques mots ouest-flamands[pas clair].
Les fréquents diminutifs au pluriel en -ies sont caractéristiques d’Audenarde, comme bientsjies (au lieu de beentjes), kiekskies (au lieu de kippetjes), potsies (potjes), etc.[pas clair]

## Personnalités liées à la ville
- Arnoult de Soissons (1040-1087), évêque de Soissons
- Jean Le Tavernier (???-1460), enlumineur actif entre 1434-1462, mort à Audenarde
- Matthijs de Castelein (1485/1486-1550), prêtre, notaire apostolique, rhétoricien et poète
- Charles de Lalaing (1499-1558), mort à Audenarde
- Marguerite de Parme (1522-1586), « régente et gouvernante » des Pays-Bas au nom de Philippe II (1559-1567), née à Audenarde
- Gaspar Hovich (1550-1627), peintre actif dans le royaume de Naples
- Adriaen Brouwer (1605 ou 1606-1638), peintre. La fête de la bière annuelle porte son nom : Adriaan Brouwer-bierfeesten (car brouwer veut dire brasseur, jeu de mots).
- Jean-Joseph Raepsaet (1750-1832), avocat et historien belge
- Baron Charles Liedts (1802-1878), gouverneur de la Société générale de Belgique entre 1861 et 1877.
- Gentil Theodoor Antheunis (1840-1907), poète et compositeur
- Maurice Soudan (1878-1948), artiste peintre né à Audenarde
- Robert Herberigs (1886-1974), compositeur mort à Audenarde
- Jules Boulez (1889-1960), artiste peintre demeurant à Audenarde de 1916 à 1960.
- Omer Vermeulen (1895-1980), coureur cycliste mort à Audenarde
- Jan Verroken (1917-2020), politicien belge
- Adelbert Van de Walle (1922-2006), architecte, historien de l'art, professeur en histoire de l’art et archéologie à l’Université de Gand (UGent).
- Jean Gottigny (1941-), théologien et humaniste
- Carly Vanoverbeke (1943-2000), artiste
- Frank De Bleeckere (1966), arbitre
- Mario De Clercq (1966), ex-champion de cyclo-cross
- Wim Van Huffel (1979), coureur cycliste
- Brigitta Callens (1980), mannequin belge
- Jan Bakelants (1986), coureur cycliste belge
- Jan van den Herrewegen (1993), joueur de squash belge